# Castelldans
Castelldans – gmina w Hiszpanii, w prowincji Lleida, w Katalonii, o powierzchni 64,69 km². W 2011 roku gmina liczyła 1028 mieszkańców.